# دختر هند (فیلم)
دختر هند (انگلیسی: India's Daughter) فیلمی مستند به کارگردانی لسلی اودوین است که در سال ۲۰۱۵ منتشر شده است.
داستان فیلم درباره تجاوز جنسی در سال ۲۰۱۲ به جیوتی سینگ دانشجو دختر ۲۳ ساله هندی است که در پایتخت هند مورد تجاوز گروهی در اتوبوسی در دهلی نو قرار گرفت و کشته شد. این حادثه اعتراضات عمومی را در هند برانگیخت.
این مستند به مناسبت روز جهانی زن از طریق شبکه‌های تلویزیونی در بسیاری از کشورهای جهان پخش می‌شود. در این فیلم، فیلمساز با موکِش سینگ، راننده اتوبوس و یکی از متجاوزان در زندان دهلی نو مصاحبه کرده است. پلیس هند به همین دلیل نمایش این فیلم را ممنوع اعلام کرده است.